# Прапор Звейндрехта (Бельгія)
Прапор Звейндрехта був офіційно прийнятий муніципальною радою 25 травня 1980 року як муніципальний прапор муніципалітету Звейндрехт в провінції  Антверпен. 2 квітня 1981 року він був підтверджений Королівським указом і остаточно опублікований 8 травня 1981 року та знову 4 січня 1995 року в офіційному бельгійському офіційному віснику.

Офіційно прапор описується так: 
Три смуги однакової довжини 1. зелена з білою п'ятикутною зіркою 2. біла з зеленою оливковою гілкою 3. синя з білою п'ятикутною зіркою
Прапор повністю заснований на муніципальному гербі і тому виглядає абсолютно однаково.

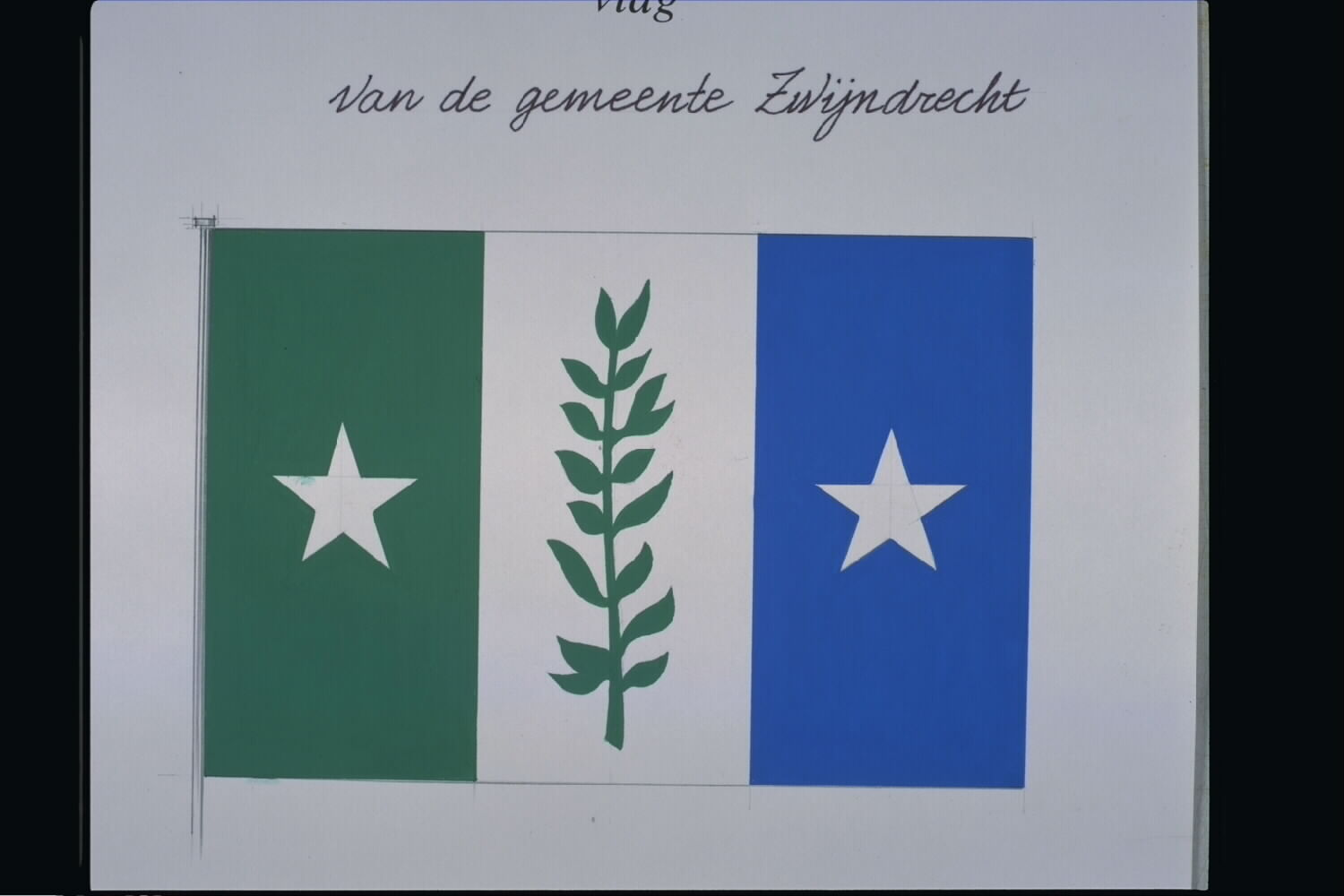
Офіційний малюнок прапора
Герб Звейндрехта